# ای ۵۱۲۰
ای ۵۱۲۰ (انگلیسی: A 5120)نام یک کامپیوتر اداره‌ای است که توسط کاربران مارکس استات توسط کشور جمهوری دموکراتیک آلمان در سال ۱۹۸۲ ساخته شده است. در سیستم این رایانه از ریزپردازنده‌های، ۸بیتی به کار رفته است. این رایانه برای کارهای اداره‌ای و انجام عملیات‌هایی با کیفیت پایین و صدای ضعیف استفاده می‌شده است. قیمت این دستگاه رایانه چیزی در حدود ۲۷٬۰۰۰ و ۴۰٬۰۰۰ مارک آلمان شرقی برابر با ۲۴٬۰۰۰–۳۵٬۰۰۰ دلار آمریکا خرید و فروش می‌شده است. در مارس ۱۹۸۳ میلادی، جمهوری دموکراتیک آلمان در حدود ۴٫۵ میلیون کپی از سندهایش از این رایانه استفاده کرده است.

## نگارخانه

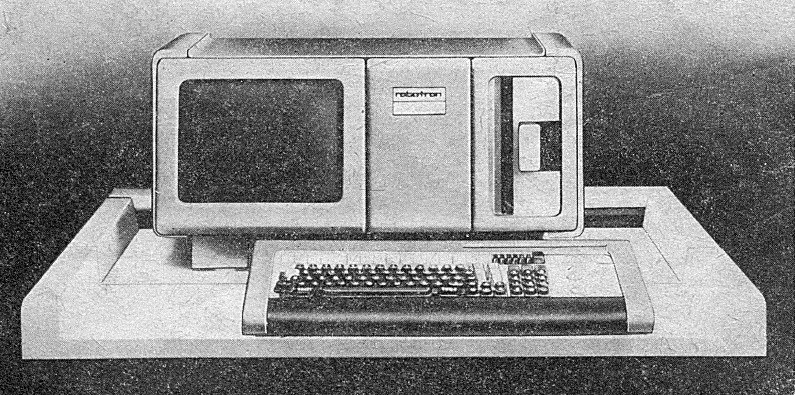
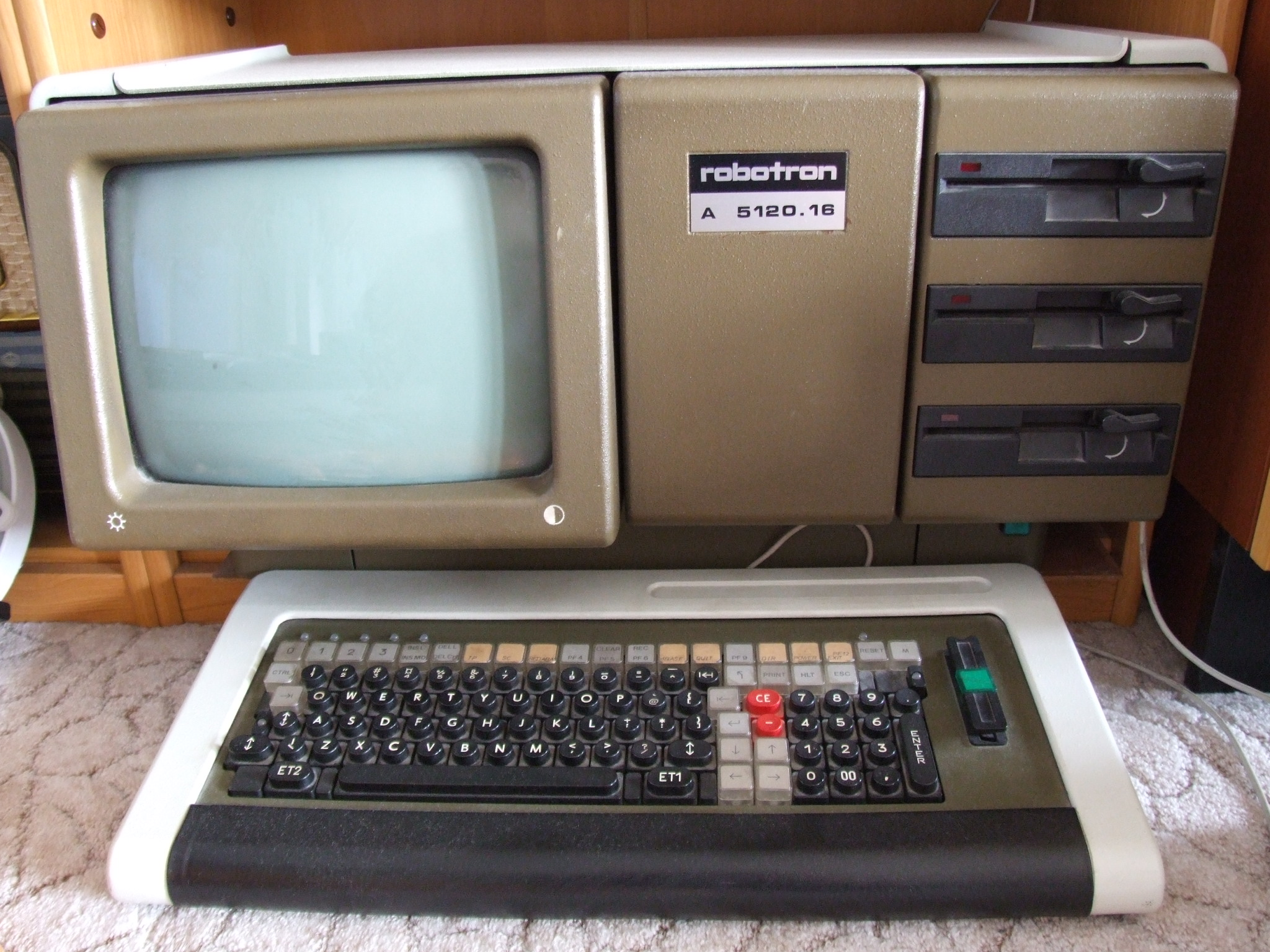